# Damian von Euw
Damian von Euw (ur. 17 sierpnia 1998) – szwajcarski zapaśnik walczący w stylu klasycznym. Zajął siódme miejsce na mistrzostwach świata w 2022 roku. 
Piąty na mistrzostwach Europy w 2023. Trzynasty na igrzyskach wojskowych w 2019. Wicemistrz wojskowych MŚ w 2018 i trzeci w 2023 roku.